# 赫塔·米勒
赫塔·米勒（德語：Herta Müller；1953年8月17日—），生于罗马尼亚，是一位德国小说家、诗人、散文家，2009年诺贝尔文学奖获得者。她以写作德裔罗马尼亚人在苏俄时的遭遇著称，从记忆、梦与内心出发。诺贝尔文学奖评审委员会称其“以詩的凝鍊，散文的率直，描繪流離失所者的處境”。

## 生平
赫塔·米勒出生于罗马尼亚蒂米什縣尼茨基多尔夫乡，其父母都是罗马尼亚的施瓦本（德国裔，称巴纳特施瓦本人）农民。她的父亲曾在二战中参加了德国党卫军。罗马尼亚共产党在1945年以后把她的母亲驱逐到了苏联的劳工营。1973年至1976年，米勒在蒂米什瓦拉西部大学专修德国研究与罗马尼亚文学。1976年，开始进入一家工程公司当翻译员，但1979年时因不愿与当时罗马尼亚共产党政权的秘密警察合作而被开除。此后曾以当幼教老师及經營德语私塾为生。当时在罗马尼亚，几乎所有作品都必须经审查删选后才能出版。1982年，她的第一本书《低地》也因批判现实而只能以删节版发表。
由于她多次对罗马尼亚政府提出批评，并且担心秘密警察的侵扰，1987年，米勒与她当时的丈夫、小说家理查德·瓦格纳离开罗马尼亚移居德国西柏林。之后，作为一位曾经生活在罗马尼亚的德国作家，她得到了一系列国内外大学讲学的机会。2005年，米勒成为柏林自由大学的客座教授，现居柏林。
2009年，通过罗伯特-博世基金会的奖学金资助，米勒的小说《呼吸秋千》获德国书籍奖提名，并入选最后的6本最佳小说。该小说描述了一个年轻人被流放到俄罗斯的旅程和生活，这也映射了二战后德国人在罗马尼亚特兰西瓦尼亚地区的命运。作为小说的原型，米勒曾采访并记录下奥斯卡·帕斯蒂尔的一些亲身经历。帕斯蒂尔是一名词作者、诗人，曾获布什耐文学奖，死于2006年。

## 作品
- 《低地》，短篇故事集，米勒的处女作。1982年在布加勒斯特出版的版本受到罗马尼亚共产党政权的审查。1984年，未删减版本在德国发行。1999年，英文版以“Nadirs”為書名出版。
- 《暴虐的探戈》，故事集，布加勒斯特，1984年。
- 《人是世上的大野鸡》（Der Mensch ist ein großer Fasan auf der Welt），柏林，1986年。
- 《赤脚二月》Barfüßiger Februar 柏林，1987年。
- 《独腿旅行》 Reisende auf einem Bein，柏林，1989年。
- 《作为感知的自我重塑》Wie Wahrnehmung sich erfindet，1990年。
- 《镜中恶魔》Der Teufel sitzt im Spiegel 柏林，1991年。
- 《狐狸那时已是猎人》Der Fuchs war damals schon der Jäger，1992年。
- 《一颗热土豆是一张温暖的床》Eine warme Kartoffel ist ein warmes Bett，1992年。
- 《警卫的梳子》Der Wächter nimmt seinen Kamm，1993年。
- 《无法到达》Angekommen wie nicht da ，1994年。
- 《風中綠李》（另译为《心兽》）。
- 《饥饿与丝绸》Hunger und Seide 散文集，1995年。
- 《在陷阱里》In der Falle ，1996年。
- 《今天我无法面对自己》 Heute wär ich mir lieber nicht begegnet，1997年。
- 《在灯笼里奇怪地生活是个屁》Der fremde Blick oder das Leben ist ein Furz in der Laterne，1999年。
- 《活在发髻里的贵妇》Im Haarknoten wohnt eine Dame，诗歌，2000年。
- 《家庭，说的是什么》Heimat ist das, was gesprochen wird Blieskastel，2001年。
- 《国王鞠躬，国王杀人》，散文集，2003年。
- 《托着摩卡杯的苍白男人》，2005年。[2]
- 《呼吸秋千》（德文：Atemschaukel）慕尼黑，2009年。
- 《克里斯蒂娜和她的假镜片或（不）在秘密机构的文件》（德文：Cristina und ihre Attrappe oder Was (nicht) in den Akten der Securitate steht）散文。哥廷根，2009年。
- 《不变的雪与不变的叔叔》（德文：Immer derselbe Schnee und immer derselbe Onkel）演讲。慕尼黑，2011年。

米勒作品已翻译成24种语言出版发行。

## 所获奖项
- 1981年 Adam-Müller-Guttenbrunn Sponsored Prize the Temeswar Literature Circle
- 1984年 阿斯贝克特文学奖
- 1985年 劳里斯文学奖
- 1985年 不莱梅文学鼓励奖
- 1987年 达姆施塔特里卡达-胡赫奖
- 1989年 Marieluise-Fleißer Prize of Ingolstadt
- 1989年 德国语言奖
- 1990年 罗斯维塔勋章
- 1991年 柯拉尼施泰内尔文学奖
- 1993年 批判文学奖
- 1994年 克莱斯特文学奖
- 1995年 亚里斯提奖
- 1995/96年 City-writer of Frankfurt-Bergen-Enkheim
- 1997年 格拉茨文学奖
- 1998年 Ida-Dehmel Literature Prize and the International IMPAC Dublin Literary Award for Herztier / The Land of Green Plums
- 1999年 弗兰茨-卡夫卡奖
- 2001年 CICERO Speaker Prize
- 2002年 莱茵兰-普法尔茨的卡尔-楚克迈尔奖章
- 2003年 约瑟夫-布赖特巴赫奖（与克里斯托弗·梅克尔和哈拉尔德·魏因里希分享）
- 2004年 康拉德-阿登纳基金会文学奖
- 2005年 柏林文学奖
- 2006年 维特欧洲文学奖、沃尔特-哈森克勒费尔文学奖
- 2009年 诺贝尔文学奖
- 2009年 弗朗兹-威弗尔人权奖
- 2010年 霍夫曼·冯·法勒斯雷奖
- 2011年 塞缪尔·博古米尔·林德奖
- 2011年 莫妮斯马尼亚奖
- 2012年 巴伐利亚科学与艺术勋章
- 2014年 谢汉内洛尔·格雷夫文学奖